# Fofe
Fofe (oficialmente San Miguel de Fofe) es una parroquia española del municipio de Covelo, perteneciente a la provincia de Pontevedra, en la comunidad autónoma de Galicia.

## Historia
Hacia mediados del siglo XIX, el lugar, referido por entonces como una feligresía, tenía contabilizada una población de 835 habitantes. Aparece descrito en el octavo volumen del Diccionario geográfico-estadístico-histórico de España y sus posesiones de Ultramar de Pascual Madoz con las siguientes palabras:

FOFE (San Miguel de): felig. en la prov. de Pontevedra (7 leg.), part. jud. de Cañiza (1 1/2), dióc. de Tuy (7), ayunt. de Cobelo (1 1/4): sit. á las inmediaciones del r. Tea, donde la combaten principalmente los aires del NE. y SO., el clima es sano, pues no se padecen otras enfermedades comunes que algunas fiebres inflamatorias. Comprende los l. y cas. de Bugariña, Cardezana, Cernadela, Cubilloas, Chan de Souto, Pardellas, Portela, Sutibal y Vilar, que reunen 139 casas. La igl. parr. (San Miguel), tiene por aneja la de Sta. Maria de Godones, y está servida por un cura de segundo ascenso y presentacion del conde de Salvatierra. Confina el térm. N. Sta. Maria del Campo; E. Prado; S. y O. Marceiras, de cuyos lím. dista 1/4 leg. poco mas ó menos. El terreno es áspero y de mediana calidad: le cruza por la parte occidental el mencionado r. Tea, que nace en Camposancos y se dirije hácia el O. teniendo 3 puentes desde su origen hasta esta felig. Los montes de Suido, Faro y Fuente-frio que se encuentran ó llegan á este térm., estan poblados de Tojos, urces, yerba y pequeños arbustos. Atraviesan por esta felig. 2 veredas ó caminos, uno que va desde Graña hasta Maceiras, y otra por Godones en igual direccion. El correo se recibe en la v. de Cañiza. prod.: trigo, maiz, centeno menudo, lino y maderas; se cria ganado vacuno, lanar y de cerda, siendo este de muy buena calidad; hay caza de liebres, conejos, perdices y corzos, y pesca de truchas. ind.: la agrícola y molinos harineros, dedicándose tambien los vec. á fabricar cestos y á la arrieria. pobl.: con el anejo 175 vec., 835 alm. contr. con el ayunt.
(Madoz, 1847, p. 112)

En 2022, tenía empadronados 28 habitantes.

## Patrimonio
Hay en la parroquia una iglesia de San Miguel.